# Индонезийско-украинские отношения
Индонезия и Украина установили дипломатические отношения в 1992 году. У Индонезии есть посольство в Киеве, которое также аккредитовано в Грузии и Армении, а у Украины есть посольство в Джакарте. Обе страны договорились о расширении сотрудничества в тяжёлой промышленности, военной сфере, космических технологиях и исследованиях, туризме, спорте, экономике и торговле, а также сотрудничестве в рамках международных организаций.

## История
После распада Советского Союза Индонезия незамедлительно признала Украину 28 декабря 1991 года. 6 июня 1992 года в Москве Индонезия и Украина подписали совместное коммюнике об установлении дипломатических отношений. Индонезия открыла своё посольство в Киеве в 1994 году, а Украина открыла своё посольство в Джакарте в 1996 году. Рони Хендраван Курниади была первым послом Индонезии в Украине в 1994 году. 
29 июня 2022 года, во время российского вторжения в Украину, президент Индонезии Джоко Видодо посетил Украину и встретился с президентом Украины Владимиром Зеленским в Ирпене, городе, который сильно пострадал во время войны. Встретившись вскоре после этого с президентом России Владимиром Путиным, Видодо, возможно, намеревался взять на себя роль посредника между двумя странами в попытке положить конец войне, которая имела негативные последствия для Индонезии в отношении энергетического и продовольственного секторов. 3 июня 2023 года в ходе конференции «Диалог Шангри-Ла» в Сингапуре министр обороны Индонезии Прабово Субианто предложил план мирного урегулирования между Россией и Украиной. План предусматривал создание демилитаризованных зон, гарантированных международными наблюдателями и миротворческими силами Организации Объединённых Наций (ООН), а также референдум в «спорных районах», проводимый ООН. Украина отвергла план, а Европейский Союз выразил своё неодобрение.
Действующим послом Индонезии на Украине является Ариф Мухаммад Басалама, назначенный президентом Джоко Видодо 26 июня 2023 года.

## Экономика и торговля
В 2011 году общий объём торговли между двумя странами достиг 1,27 млрд долларов США, а в 2012 году увеличился до 1,32 млрд долларов США. Торговый баланс между двумя странами благоприятен для Украины: стоимость индонезийского экспорта в Украину в 2012 году составила 548,9 млн долларов США, тогда как стоимость импорта Индонезии из Украины за тот же год составила 774,1 млн долларов США. 
Индонезийский экспорт в Украину включает пальмовое масло, никель, натуральный каучук, бумагу, животные жиры, кофе, чай, пластик, какао, специи, электрооборудование, текстиль и мебель, а импорт из Украины включает удобрения, молоко, сахар, пшеницу, продукцию из железа и стали, оружие, а также порох. Среди стран АСЕАН, экспортирующих товары в Украину, Индонезия занимает первое место.